# کارانکاس (میناس گرایس)
کارانکاس (به پرتغالی: Carrancas) یک منطقهٔ مسکونی در برزیل است که در میناز ژرایس واقع شده‌است. کارانکاس ۷۲۸ کیلومتر مربع مساحت و ۴٬۰۴۹ نفر جمعیت دارد و ۱٬۰۵۲ متر بالاتر از سطح دریا واقع شده‌است.